# Alfred Leithäuser
Alfred Leithäuser (* 14. August 1898 in Barmen, heute zu Wuppertal; † 16. Mai 1979 in Gauting) war ein deutscher Maler und Zeichner.

## Biografie
Alfred Leithäuser wurde 1898 in Barmen geboren. Er besuchte die Kunstgewerbeschule Barmen unter Gustav Wiethüchter und setzte seine Studien in München und Paris fort. Dort nahm er auch an seiner ersten Kollektivausstellung teil. Sein Stil orientierte sich zunächst an Paul Cézanne, wurde aber in München von der Neuen Sachlichkeit beeinflusst. Sein Sujet umfasste Stillleben, die Landschaftsmalerei und figürliche Kompositionen. In München gehörte er neben Albert Heinzinger, Emil Scheibe, Ernst Oberle, Walter Rose, Hannes Rosenow und Ludwig Scharl der Gruppe Münchner Realisten an.
In der Zeit des Nationalsozialismus war Leithäuser Mitglied der Reichskammer der bildenden Künste. Für diese Zeit ist seine Teilnahme an 5 großen Gruppen- und 5 Einzelausstellungen sicher belegt, darunter 1936 in Essen „Westfront 1936. Freie Kunst im neuen Staate“, eine Ausstellung die der nationalsozialistischen Ideologie nahestand. 1937 wurde im Rahmen der deutschlandweiten konzertierten Aktion „Entartete Kunst“ ein Tafelbild mit seinem Selbstbildnis, das nicht dem nazistischen Kunstkanon entsprach, aus der Städtischen Kunstsammlung Duisburg beschlagnahmt und vernichtet.
Der Zweite Weltkrieg hinterließ traumatische Erfahrungen, die sich auf sein Werk auswirkten. Seine Bildkomposition war klar ohne illusionistische Effekte, mit starken Farbauftrag und festen Umrisslinien. 1978 wurde Leithäuser für sein Lebenswerk mit dem von der Heydt-Kulturpreis ausgezeichnet. 

## Auszeichnungen
- 1977 Von der Heydt-Kulturpreis der Stadt Wuppertal

## Ausgewählte Einzelausstellungen
- 1923 Ausstellung beim Kunstverein Barmen
- 1931 Ausstellung beim Kunstverein Barmen
- 1999 Ausstellung zum 100. Geburtstag im Von der Heydt-Museum
- 2023 Ausstellung im Rathaus Gauting zum 125. Geburtstag